# Marie-Claude Gaudel
Marie-Claude Gaudel, née en 1946 à Nancy, est mathématicienne, informaticienne et professeure émérite d’informatique à l’Université Paris-Sud. Elle est connue pour avoir créé le domaine de recherche de méthodes formelles en informatique, et reçu la médaille d'argent du CNRS en 1996.

## Biographie
Née en 1946 à Nancy, dans une famille de scientifiques, Marie-Claude Gaudel fait des études de mathématiques à Nancy où elle obtient une maîtrise en 1968 puis un DEA en 1969.

## Carrière
Marie-Claude Gaudel commence sa carrière avec un doctorat de troisième cycle en informatique qu'elle soutient en 1971. Elle est chercheuse à l'INRIA de 1973 à 1981, période durant laquelle elle soutient un doctorat d'État en 1980,,.
Elle est responsable du groupe d'ingénierie informatique d'Alcatel-Alsthom à Marcoussis de 1981 à 1984,, date à laquelle elle devient alors professeure d'informatique à l'université Paris-Sud.
En reçoit la médaille d'argent du CNRS en 1996,.
Elle est directrice du Pôle commun de recherche en informatique de l'université Paris-Sud de sa création en 2002 à l'inauguration de ses bâtiments en 2011,. De 2006 à 2013, Marie-Claude Gaudel est aussi responsable du comité de programme du laboratoire Digiteo, qui structure la recherche en informatique et 1 200 personnels de recherche autour du plateau de Saclay. 
En 2007, Marie-Claude Gaudel prend sa retraite et poursuit son activité comme professeur émérite à l'Université Paris-Sud.

## Distinctions
Marie-Claude Gaudel reçoit la médaille d'argent du CNRS en 1996, et est faite chevalière de la Légion d'honneur en 2010,.
Elle s'est vu décerner un doctorat honoris causa par l'École polytechnique fédérale de Lausanne, et l'Université d'York. Elle est membre d'honneur de la Société informatique de France.

## Publications
- (en) Gilles Bernot, Marie-Claude Gaudel et Bruno Marre, « Software Testing Based on Formal Specifications: A theory and a tool, », Software Engineering Journal', vol. 9, no 6,‎ 1991, p. 387-405 (lire en ligne  [PDF])

- (en) Marie-Claude Gaudel, « Testing can be formal, too », Lecture Notes in Computer Science, vol. 915,‎ 1995, p. 82–96 (DOI 10.1007/3-540-59293-8_188, lire en ligne  [PDF])

- (en) Luc Bougé, N. Choquet, Laurent Fribourg et Marie-Claude Gaudel, « Test sets generation from algebraic specifications using logic programming », Journal of Systems and Software', vol. 6, no 4,‎ 1986, p. 343-360